# Sankt Nikolai-Ciurchi-kyrkan
Sankt Nikolai-Ciurchi-kyrkan (rumänska: Biserica Sfântul Nicolae-Ciurchi) är en rumänsk-ortodox kyrkobyggnad belägen vid Vasile Lupu-gatan 70 i staden Iași, i det historiska området Moldau i nordöstra Rumänien, nära gränsen till Moldavien.
Kyrkan är helgad åt Sankt Nikolaus.

## Historik
Sankt Nikolai-Ciurchi-kyrkan började att byggas år 1810 och stod klar 1813. Den byggdes på grunden av en äldre kyrka, som sägs vara från 1754.
Mellan 1988 och 1991 restaurerades målningarna i kyrkans interiör.

## Kyrkobyggnaden
- Kyrkoyggnaden är gjord av sten och tegel.[2]
- Inne i kyrkan finns en ikonostas gjord av trä och som är en blandning av barock- och renässansstil. Målningarna är från 1924.[4][5]

## Bilder

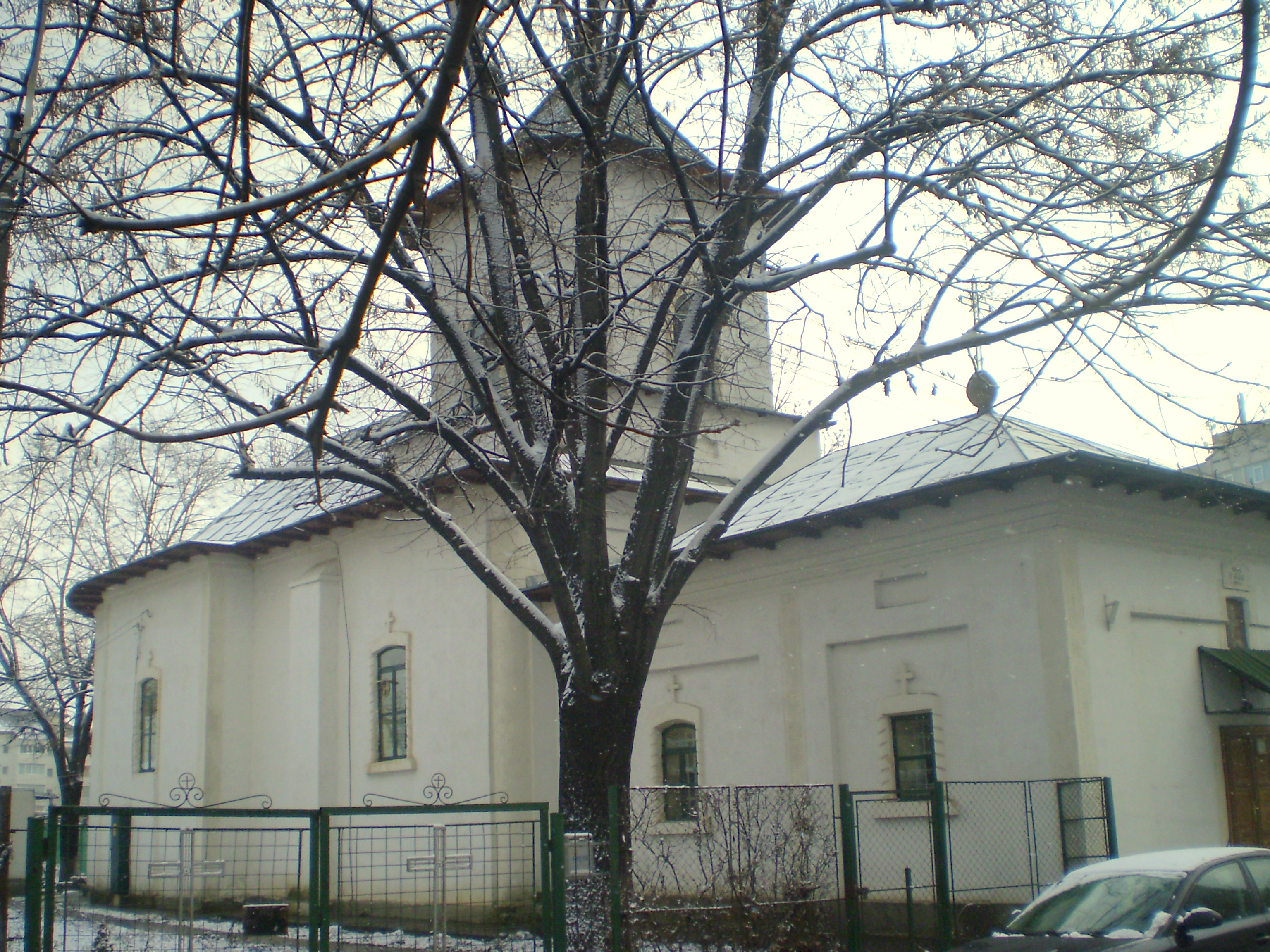
Kyrkan från sidan.

### Allmänna källor
- Parohia Sfântul Nicolae Ciurchi | Parohia Sfântul Nicolae Ciurchi (mmb.ro)
- Istoricul Parohiei Sfântul Nicolae Ciurchi | Parohia Sfântul Nicolae Ciurchi (mmb.ro)
- Biserica Sfântul Nicolae-Ciurchi | Foaia de Iași (foaiadeiasi.ro)